# Día del Patriota

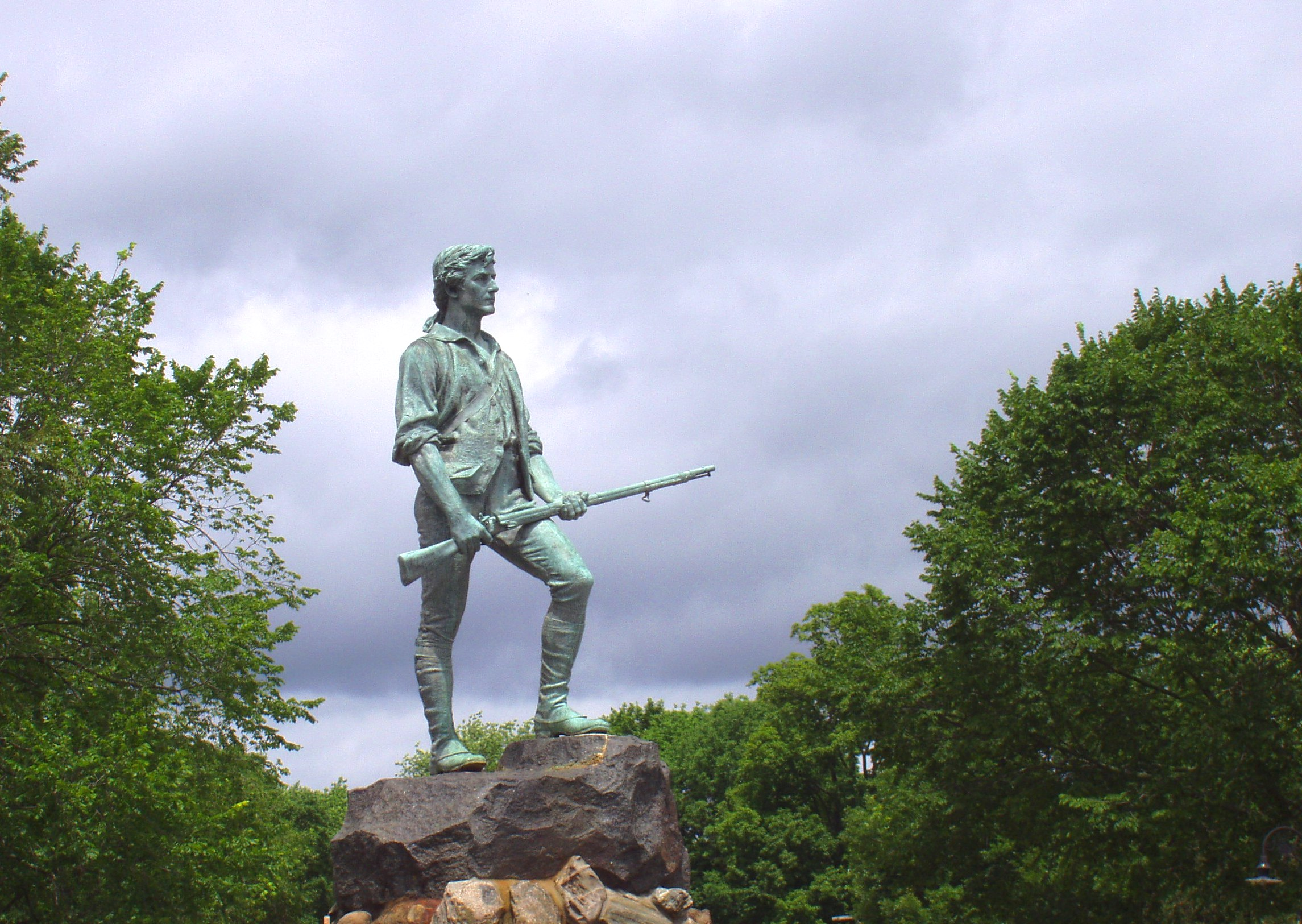
Estatua representativa del "Día del Patriota"

Día del Patriota (en inglés: Patriots’ Day) es un día festivo celebrado en los estados de Massachusetts, Maine y Wisconsin en los Estados Unidos. El día conmemora el aniversario de las Batallas de Lexington y Concord, las batallas que empezaron la guerra de Independencia de los Estados Unidos el 19 de abril de 1775. El Día del Patriota primero fue establecido en Massachusetts como un día festivo del estado en 1969. El día siempre es celebrado el tercer lunes de abril en Massachusetts y Maine, y el 19 de abril en Wisconsin. En Massachusetts, todas las escuelas y oficinas estatales son cerradas este día y hay muchas celebraciones, incluyendo varios desfiles y recreaciones históricas. Otro evento popular en el Día del Patriota es el maratón de Boston. Este día no se debe confundir con el Día de los Patriotas (en inglés: Patriot Day), un día que conmemora los ataques terroristas del 11 de septiembre de 2001, ni la película Patriot Day sobre los ataques en el maratón de Boston en 2013. 

## Celebraciones en Massachusetts
Algunas de las celebraciones más grandes del Día del Patriota ocurren en Lexington y Concord, donde hay varios desfiles y recreaciones históricas de las batallas durante todo el día, incluyendo el famoso paseo de la media noche de Paul Revere por la ciudad de Boston. Durante este evento, algunos actores siguen la ruta de Paul Revere a caballo, acompañados por la policía. Las recreaciones históricas de las Batallas de Lexington y Concord ocurren en “Minuteman National Park”, un parque nacional cerca de Lexington, y también en el centro de Lexington y en el “Old North Bridge” en Concord. Todos los actores en estas demostraciones son voluntarios de sociedades históricas de Massachusetts y de toda Nueva Inglaterra; ellos visten ropa colonial tradicional y montan representaciones para la comunidad de los eventos de la empieza del inicio de la guerra de Independencia de los Estados Unidos. Estos actores representan los “minutemen”, las milicias famosas de agricultores locales que lucharon en Lexington y Concord. También hay varias representaciones de la vida cotidiana colonial, incluyendo formas tradicionales de cocinar y cosechar. La mayoría de los espectadores en estos eventos son del área; hay muy pocos turistas.

## Celebraciones en otros estados
Como en Massachusetts, el Día del Patriota es un día festivo estatal en Maine. También como en Massachusetts, todas las escuelas y oficinas estatales en Maine son cerradas este día. En Wisconsin, el Día del Patriota siempre es celebrado el 19 de abril. Las escuelas y las oficinas permanecen abiertas, pero el estado requiere que las escuelas enseñen sobre los eventos y personas del Día del Patriota. El estado de Florida tampoco celebra el día como un día festivo, pero el estado fomenta que la gente conmemore el día.

## Eventos deportivos
En Boston, Massachusetts, el maratón de Boston siempre es el día del Día del Patriota. Este día también se conoce como lunes del maratón en Boston. Ya que la mayoría de la gente no asiste a la escuela ni al trabajo, este maratón atrae a casi treinta mil corredores y quinientos mil espectadores cada año. Durante el maratón, los Boston Red Sox, el equipo de béisbol de la ciudad, siempre juega un partido en su campo, Fenway Park. Este juego comienza generalmente a las once en la mañana. Por eso, el juego siempre ocurre al mismo tiempo en el que los corredores pasan por Kenmore Sqaure junto a Fenway Park.